# آيت بوبكر (دناسة)
آيت بوبكر هو دُوَّار يقع بجماعة أمغراس، إقليم الحوز، جهة مراكش آسفي في المملكة المغربية. ينتمي الدوّار لمشيخة دناسة التي تضم 15 دوار. يقدر عدد سكانه بـ 126 نسمة حسب الإحصاء الرسمي للسكان والسكنى لسنة 2004.

## وصلات خارجية
- البوابة الوطنية للجماعات الترابية
- المندوبية السامية للتخطيط